# Tagrytter
Tagrytter (fransk flèche) er en fransk arkitektstil til en overbygning på en bygnings tag, evt. et lille tag med lodrette sidevægge anbragt over selve bygningens tag for at give lys og luft til det indvendige tagrum. Ofte er der vinduer eller åbninger i væggene, denne del af tagrytteren kaldes for lanterne.
Det kan også være et lille tårn med spir, som hviler på selve tagværket, hvilket især ses på kirker eller katedraler.
Den højeste tagrytter i verden blev bygget i 1800'tallet på Katedralen i Rouen, dets højde er 157 meter (515 ft).